# Édouard Tournier
Pour les articles homonymes, voir Tournier.
Édouard Tournier (né le 29 avril 1831 à Besançon et mort le 24 mars 1899 à Paris) est un philologue et professeur de lettres classiques.

## Biographie
Édouard Tournier est né le 29 avril 1831 à Besançon,. Il est diplômé de l'École normale supérieure en 1850, agrégé de Lettres en 1856, Doctorant en 1863, tout en enseignant dans les écoles secondaires provinciales et les lycées de Besançon (1853), Mâcon (1855), Le Puy-en-Velay (1856), à Bourges (1857) dont il devient proviseur (1861), d'abord au collège Stanislas de Paris (1862-1863) et enfin au lycée Charlemagne (1863). Sa thèse d'étude de Doctorat (1863) en français est intitulée Némésis et la jalousie des dieux. - Paris : A. Durand, 1863, VIII-288 p., celle en latin de Aristea Proconnesio et Arimaspeo poemate. - Lutetiae Parisiorum : apud A. Durand, 1863, VI-58 p. Il publie aussi des notes critiques sur Coluthos en 1870, participe à la rédaction de nombreux articles dans des périodiques scientifiques, aide à des traductions français/grec, contribue à une analyse des œuvres d'Hérodote, Lucien de Samosate, et Sophocle, et fait éditer un manuel sur les origines de la grammaire et du vocabulaire grec en 1882,. Enseignant à l'École normale supérieure, et maître de conférences en remplacement de Jules Girard (1872-1898), Tournier est également en activité à l'École pratique des hautes études et devient en directeur-adjoint d'étude de philologie grecque (1877) puis directeur d'étude (1894) ; il compte parmi ses étudiants le paléographe Charles Graux. Il fut fait Officier de l'Ordre national de la Légion d'honneur en 1895. Il décède le 24 mars 1899 dans le sixième arrondissement de Paris.